# Paul Christoph Hennings
Pour les articles homonymes, voir Hennings.
Paul Christoph Hennings (né le 27 novembre 1841 à Heide, mort le 14 octobre 1908 à Berlin) est un mycologue, bryologue et botaniste prussien. Il a étudié les plantes cryptogames et les champignons dans le jardin botanique de Kiel. 
Bien que les circonstances l'aient d'abord empêché de faire des études dans ce domaine, il revint plus tard vers les sciences naturelles et devint le conservateur du plus grand herbier d'Allemagne. 
Initialement intéressé par toutes les plantes, il se spécialisa dans les champignons et plus particulièrement dans les espèces tropicales envoyées de l'étranger.